# Гросс, Бабетта
Бабетта Гросс (нем. Babette Gross, урожд. Лизетта Бабетта Тюринг (Lisette Babette Thüring); 16 июля 1898 год, Потсдам — 8 февраля 1990 год, Берлин) — немецкая публицистка. До Второй мировой войны управляла издательством Neuer Deutscher Verlag, после войны выступила соучредителем газеты Frankfurter Allgemeine Zeitung. Младшая сестра Бабетты Гросс — коммунистка Маргарита Бубер-Нейман. Бабетта Гросс состояла в отношениях с влиятельным издателем-коммунистом и кинопродюсером Вилли Мюнценбергом, написала его биографию.

## Биография
Бабетта родилась в Потсдаме семье директора потсдамской пивоварни Генриха Тюринга и его супруги Эльзы. Окончила лицей в Потсдаме и в 1915 году получила работу гувернантки внука кайзера Германии в замке в Силезии. В 1919 году сдала экзамен на учителя и вскоре вернулась в Берлин.
В 1920 году Бабетта вступила в Коммунистическую партию Германии. В том же году вышла замуж за писателя Фрица Гросса, в 1923 году у них родился сын Петер. С 1922 года работала в бюро Международной рабочей помощи, где познакомилась с Вилли Мюнценбергом. В 1925 году получила должность управляющей в издательстве Мюнценберга. Брак с Гроссом был расторгнут в 1925 году.
После прихода к власти национал-социалистов Бабетта Гросс вместе с Мюнценбергом эмигрировала во Францию, они проживали в Париже. В Германии они оба были приговорены заочно к смертной казни. Мюнценберг в эмиграции продолжил издательскую деятельность, а Бабетта управляла его новым издательством Éditions du Carrefour. В 1937 году Бабетта Гросс вышла из КПГ в связи с идеологическими разногласиями, возникшими у Мюнценберга с Коминтерном.

## Сочинения
- Babette Gross: Willi Münzenberg. Eine politische Biographie. 352 S. Deutsche Verlags-Anstalt, Stuttgart 1967. Schriftenreihe der Vierteljahrshefte für Zeitgeschichte, Nummer 14/15.
- Babette Gross: Frankreichs Weg zum Kommunismus. 112 S. Neptun-Verlag, Kreuzlingen 1971